# Sites mégalithiques de l'Oise
Cet article présente la liste des sites mégalithiques de l'Oise, en France.
| \| Beauvais Clermont Compiègne Senlis \| Répartition géographique des sites mégalithiques. · : dolmen - : menhir - : autre site mégalithique |
| Beauvais Clermont Compiègne Senlis |

## Inventaire non exhaustif
| Monument                                    | Commune                | Remarque                                       | Protection         | Coordonnées                 | Illustration                 |
| ------------------------------------------- | ---------------------- | ---------------------------------------------- | ------------------ | --------------------------- | ---------------------------- |
| Sépulture des Novales                       | Abbecourt              |                                                | disparue           |                             |                              |
| Polissoir d'Amblainville                    | Amblainville           |                                                |                    | 49° 12′ 04″ N, 2° 07′ 08″ E | Polissoir d'Amblainville     |
| Pierre de Saint-Hubert                      | Appilly                | menhir                                         |                    | 49° 34′ 49″ N, 3° 06′ 36″ E |                              |
| Pierre de Saint-Martin                      | Autrêches              | menhir                                         |                    |                             |                              |
| Queusse de Gargantua                        | Borest                 |                                                | Classé MH (1944)   | 49° 10′ 54″ N, 2° 40′ 17″ E | Queusse de Gargantua         |
| Pierre Frite                                | Boubiers               | menhir,                                        |                    | 49° 12′ 20″ N, 1° 51′ 05″ E |                              |
| Allée couverte de la Bellée                 | Boury-en-Vexin         |                                                |                    | 49° 14′ 53″ N, 1° 45′ 41″ E |                              |
| Pierre de la Chartre                        | Boury-en-Vexin         | menhir                                         | ruiné              |                             |                              |
| Menhir de la Bellée                         | Boury-en-Vexin         |                                                | disparu            |                             |                              |
| Menhir de Saint-Hubert                      | Brétigny               |                                                |                    | 49° 34′ 04″ N, 3° 06′ 59″ E |                              |
| Grès de Saint-Lucien                        | Caisnes                | menhir                                         |                    | 49° 31′ 20″ N, 3° 04′ 29″ E |                              |
| Dolmen de Catenoy                           | Catenoy                | sépulture en fosse                             | détruit            |                             |                              |
| Menhir de Chambors                          | Chambors               |                                                | disparu            |                             |                              |
| Dolmen de Chamant,                          | Chamant                |                                                | détruit            |                             |                              |
| Pierre Droite                               | Chaumont-en-Vexin      | menhir douteux                                 |                    |                             | Pierre Droite                |
| Allée couverte du Hazoy                     | Compiègne              |                                                |                    |                             |                              |
| Allée couverte de Courtieux                 | Courtieux              |                                                | détruite           |                             |                              |
| Parc-aux-Loups                              | Cuise-la-Motte         | cercle de pierre                               |                    |                             |                              |
| Allée couverte d'Ermenonville,              | Ermenonville           | sépulture en fosse                             |                    |                             |                              |
| Allée couverte de Champignolle,             | Flavacourt             |                                                |                    | 49° 22′ 06″ N, 1° 49′ 26″ E |                              |
| Allée couverte de la Fosse,                 | Hermes                 |                                                | détruite,          |                             |                              |
| Pierre Fritte                               | Lavilletertre          | autre nom Palet de Gargantua                   |                    | 49° 11′ 22″ N, 1° 57′ 27″ E | Pierre Fritte                |
| Tombeau d'Hérouval                          | Montjavoult            | mégalithe incertain,                           | disparu ou détruit |                             |                              |
| Pierre aux Coqs                             | Neuville-Bosc          | menhir,                                        |                    |                             |                              |
| Pierre Fritte                               | Neuville-Bosc          | menhir,                                        |                    |                             |                              |
| Menhir du Mont-de-Rouville                  | Ormoy-Villers          |                                                |                    | 49° 11′ 54″ N, 2° 52′ 14″ E |                              |
| Pierre Marie-Colette                        | Orrouy                 | menhir                                         |                    |                             |                              |
| Dolmen du Trou Marot                        | Ons-en-Bray            |                                                | détruit            |                             |                              |
| Sépulture dolménique du Bois de Droiselles, | Péroy-les-Gombries     |                                                | détruit            |                             |                              |
| Pierre-Huitaine                             | Pontpoint              | autre nom sépulture en fosse de Moru           | détruit,           |                             |                              |
| Menhir de Montoisel                         | Pouilly                |                                                | détruit            |                             |                              |
| Demoiselle de Rhuis                         | Rhuis                  |                                                | Inscrit MH (1982)  | 49° 18′ 46″ N, 2° 42′ 13″ E | Demoiselle de Rhuis          |
| Pierre-Sorcière                             | Rosoy-en-Multien       | menhir probable                                |                    |                             |                              |
| Allée couverte de Roilaye,                  | Saint-Étienne-Roilaye  |                                                | détruite,          |                             |                              |
| Sépulture de Saint-Pierre-lès-Bitry         | Saint-Pierre-lès-Bitry | allée couverte                                 | détruite           |                             |                              |
| Menhirs des Indrolles                       | Senlis                 |                                                |                    | 49° 14′ 05″ N, 2° 35′ 02″ E | Menhirs des Indrolles        |
| Haute-Borne                                 | Sérifontaine           | menhir incertain autre nom Pierre de l'Horloge |                    | 49° 21′ 42″ N, 1° 48′ 58″ E |                              |
| Dolmen de Séry-Magneval                     | Séry-Magneval          |                                                |                    |                             |                              |
| Allée couverte de Suzoy                     | Suzoy                  |                                                | détruite           |                             |                              |
| Dolmen des Trois Pierres                    | Trie-Château           |                                                | Classé MH (1862)   | 49° 16′ 20″ N, 1° 50′ 06″ E | Dolmen des Trois Pierres     |
| Menhir du Bois de la Garenne                | Trie-Château           |                                                |                    | 49° 16′ 21″ N, 1° 50′ 18″ E |                              |
| Pierre-Frite                                | Trumilly               | menhir                                         |                    | 49° 14′ 52″ N, 2° 47′ 04″ E |                              |
| Allée couverte des Vaux-Louvets,            | Vaudancourt            |                                                | enterrée en 1948   |                             |                              |
| Haute-Borne                                 | Vaudancourt            | menhir incertain                               |                    | détruite                    |                              |
| Pierre Tournante                            | Vaudancourt            | menhir incertain                               |                    | détruite                    |                              |
| Dolmen de la Pierre Torniche                | Vieux-Moulin           | sépulture sous roche,                          |                    | 49° 24′ 27″ N, 2° 55′ 54″ E | Dolmen de la Pierre Torniche |
| Pierre-aux-Fées                             | Villers-Saint-Sépulcre |                                                | Classé MH (1889)   | 49° 22′ 03″ N, 2° 12′ 05″ E | Pierre-aux-Fées              |
| Dolmen du Camp de la Pierre                 | Wambez                 |                                                | détruit            |                             |                              |